# Piramidó

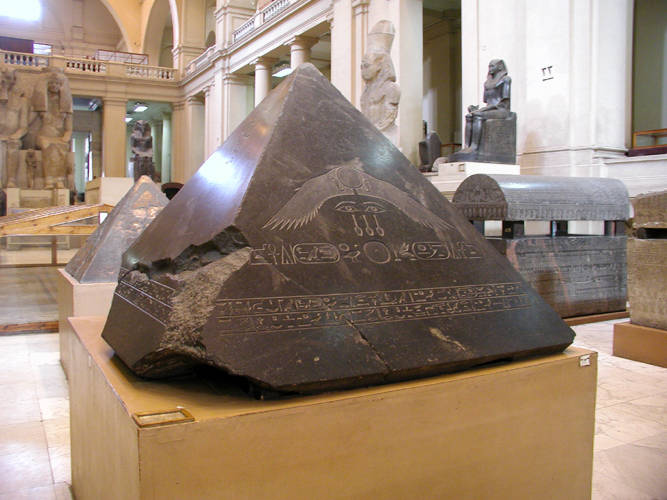
Piramidó d'Amenemhet III al Museu d'Antiguitats Egípcies

El piramidó és l'agulla piramidal monolítica que es posava a la terminació més alta dels obeliscs i de l'estructura de les piràmides, amb el mateix angle i la mateixa proporció que el cos principal.
Durant l'Imperi antic, es van construir a partir de materials poc freqüents, com la diorita o el basalt negre, que creava un fort contrast amb el recobriment de la pedra calcària blanca de la resta de la piràmide. Durant l'Imperi mitjà, es va utilitzar granit negre amb inscripcions de jeroglífics. El més famós va ser el d'Amenemhet III de la piràmide negra de Dahshur, ara al Museu d'Antiguitats Egípcies, decorat amb jeroglífics, el disc solar alat i dos ulls sagrats, símbol de la bellesa i de la perfecció.
A les piràmides de l'Imperi nou de Deir al-Madinah, el piramidó tenia les quatre cares decorades amb escenes de l'adoració al sol, però construïdes amb la pedra calcària de Tura, com els fragments que es troben en una de les tombes principals d'aquesta necròpolis, la tomba de Sennedjem. El de la piràmide de Kheops havia de pesar prop de set tones.
Alguns dels obeliscs més petits no tenien gravats, però estaven coberts amb fulles d'or o de coure, com a la tomba de Niuserre, faraó de la dinastia V de l'antic Egipte.